# Soltorp från Hagaberg

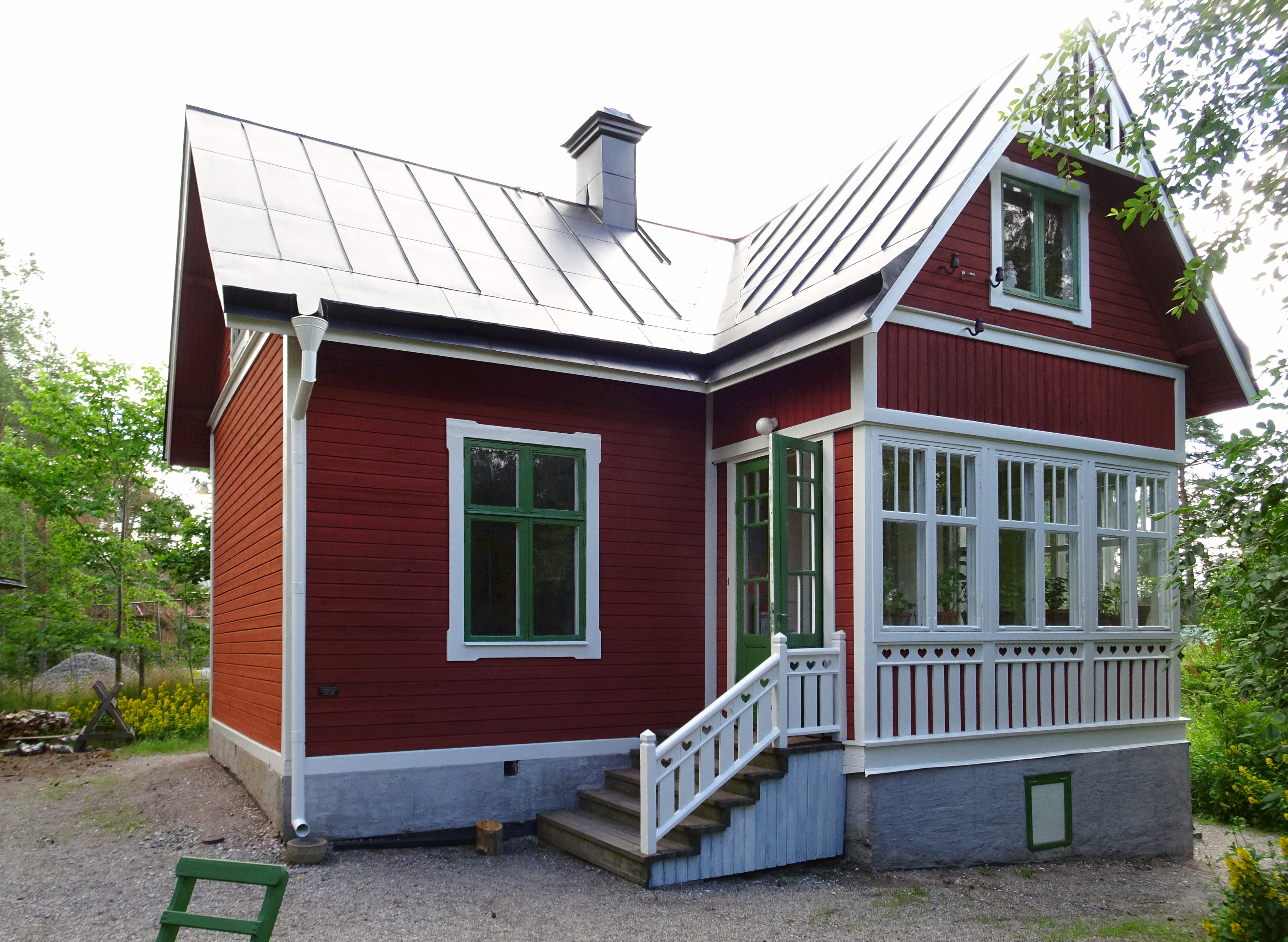
Soltorp från Hagaberg på sommaren 2022.

Soltorp kallas en byggnad som ursprungligen låg vid Vårvägen 14 på Hagabergs egnahemsområde i östra Södertälje. Soltorpet var ett av de första husen som omkring 1905 uppfördes i Hagaberg och är representativ för den typen av mindre egnahem. Byggnaden flyttades 2005 till friluftsmuseet Torekällberget.

## Bakgrund
I början av 1900-talet avsattes ett större markområde, kallad Hagabergs tomtområde, vid östra sidan om Maren / Södertälje kanal för bebyggelse med småhus inom ramen för egnahemsrörelsen. Till varje hus hörde en liten trädgårdstäppa där husägarna kunde odla frukt och grönt för husbehov. Bostadsformen gynnades av staten och statliga egnahemslån infördes 1904, dock inte för egnahem inom stadsområden. Däremot tog flera kommuner under samma tid egna initiativ till att främja uppförandet av egnahem för arbetarfamiljer. Hagabergs egnahemsområde hörde till denna kategori.

## Byggnadsbeskrivning
- Ursprunglig placering, koordinater: 59°11′32.5″N 17°38′45.5″Ö / 59.192361°N 17.645972°Ö

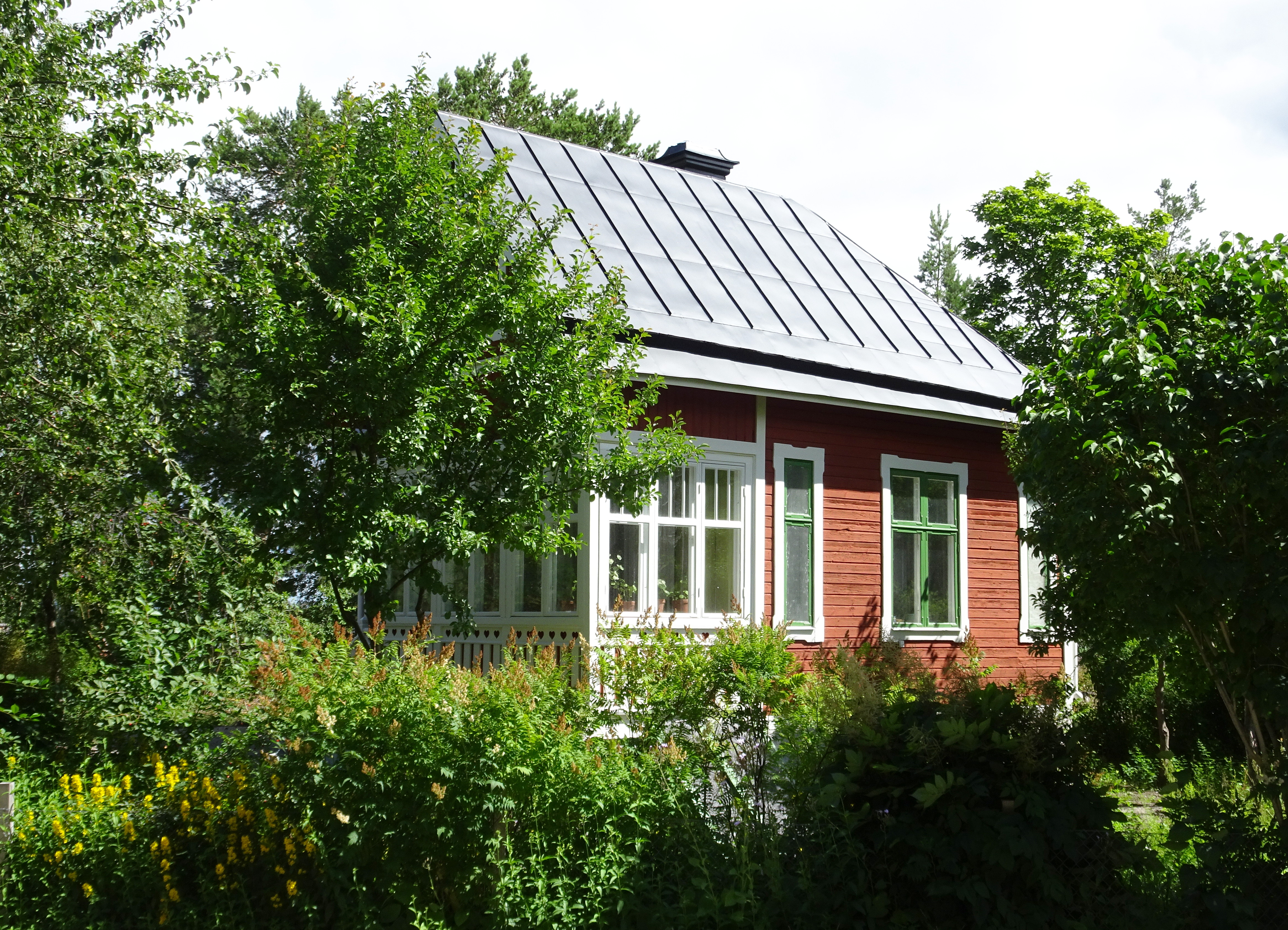
Soltorp från Hagaberg, trädgårdssidan.

Soltorpet uppfördes mellan 1904 och 1906 som ett av de första egnahem på Hagabergs tomtområde. Byggnaden gestaltades i den för tiden typiska nationalromantiska stilen, arkitekten är okänd. Huset består av ett rum och kök, en inglasad veranda där även entrén finns och ett litet sommarrum på vinden, allt under ett brant, plåttäckt sadeltak. Fasaderna är klädda i stående och liggande panel. Färgsättningen är rödmålade fasader med vita detaljer och gröna fönstersnickerier. Elektricitet drogs in först på 1940-talet medan kommunalt vatten fick hämtas från ett tappställe i trädgården. Husets utedass användes in på 2000-talet.
Byggherre var två systrar som bodde på annat håll i Södertälje och syftet med huset kan ha varit att skapa ett vilohem och sommarhus för kvinnor. 1919 blev Soltorpet permanentbostad för maskinisten Algot Värn med hustru Edit och två barn. Den sista permanent boende var änkan Elin Nyström. När hon avled 1953 ärvdes huset av sonen Karl, vilken nyttjade Soltorpet som fritidshus för familjen. I samband med det renoverades huset och fick bland annat nya invändiga ytskikt samt elektrisk uppvärmning. 

### Flytten till Torekällberget
I början av 2000-talet ville ägarna riva huset och bygga nytt. Men museet visade intresse då huset var välbevarat och representativt som egnahem från 1900-talets början. I september 2005 flyttades Soltorp till sin nuvarande plats. Även vedboden med torrdass och förråd följde med flytten samt flertalet växter. Möbleringen härrör delvis från Soltorp och delvis från ett annat hem i Järna och illustrerar inredningen i ett sommarhus från 1900-talets mitt.

### Interiör

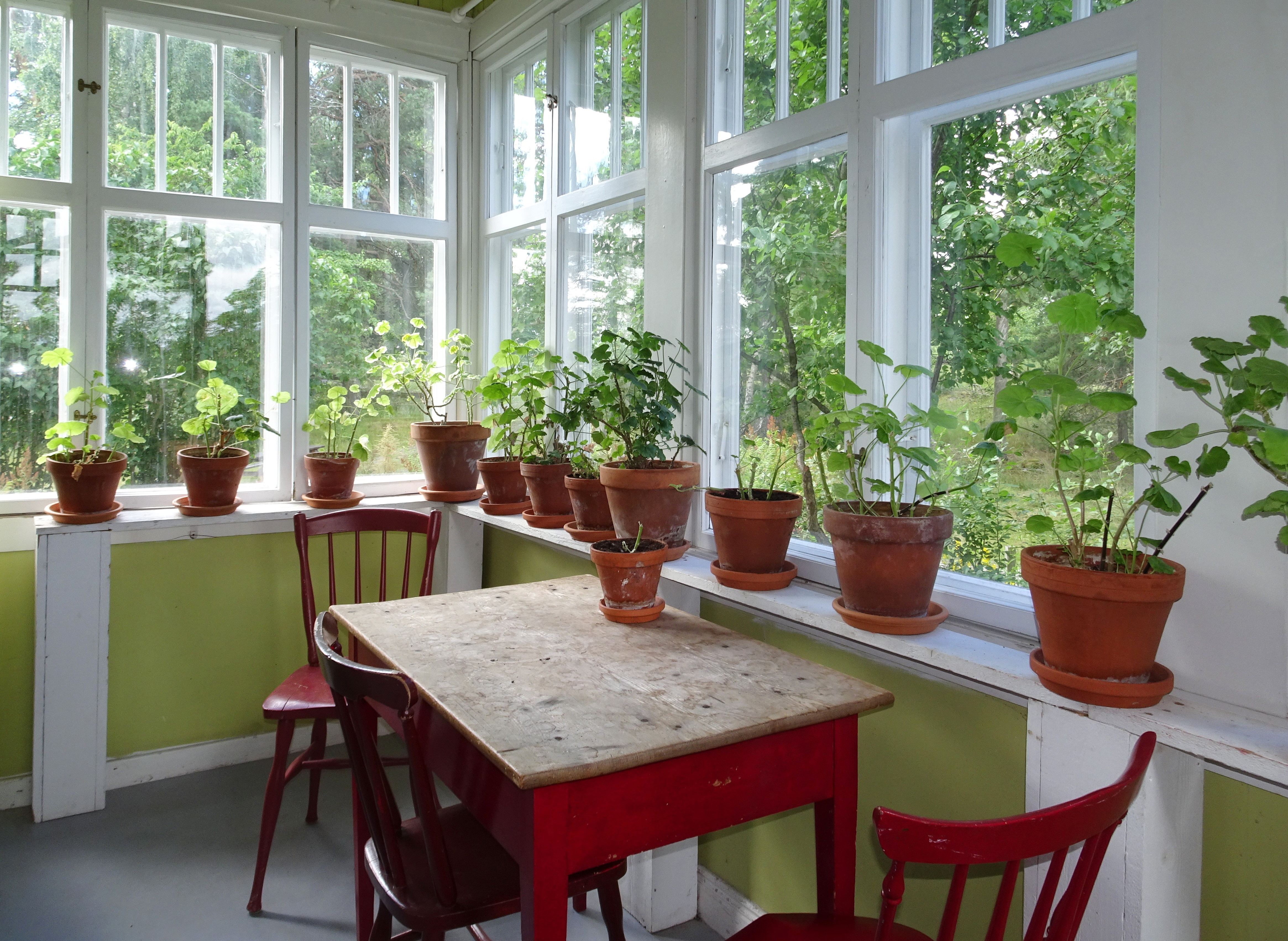
Glasverandan.
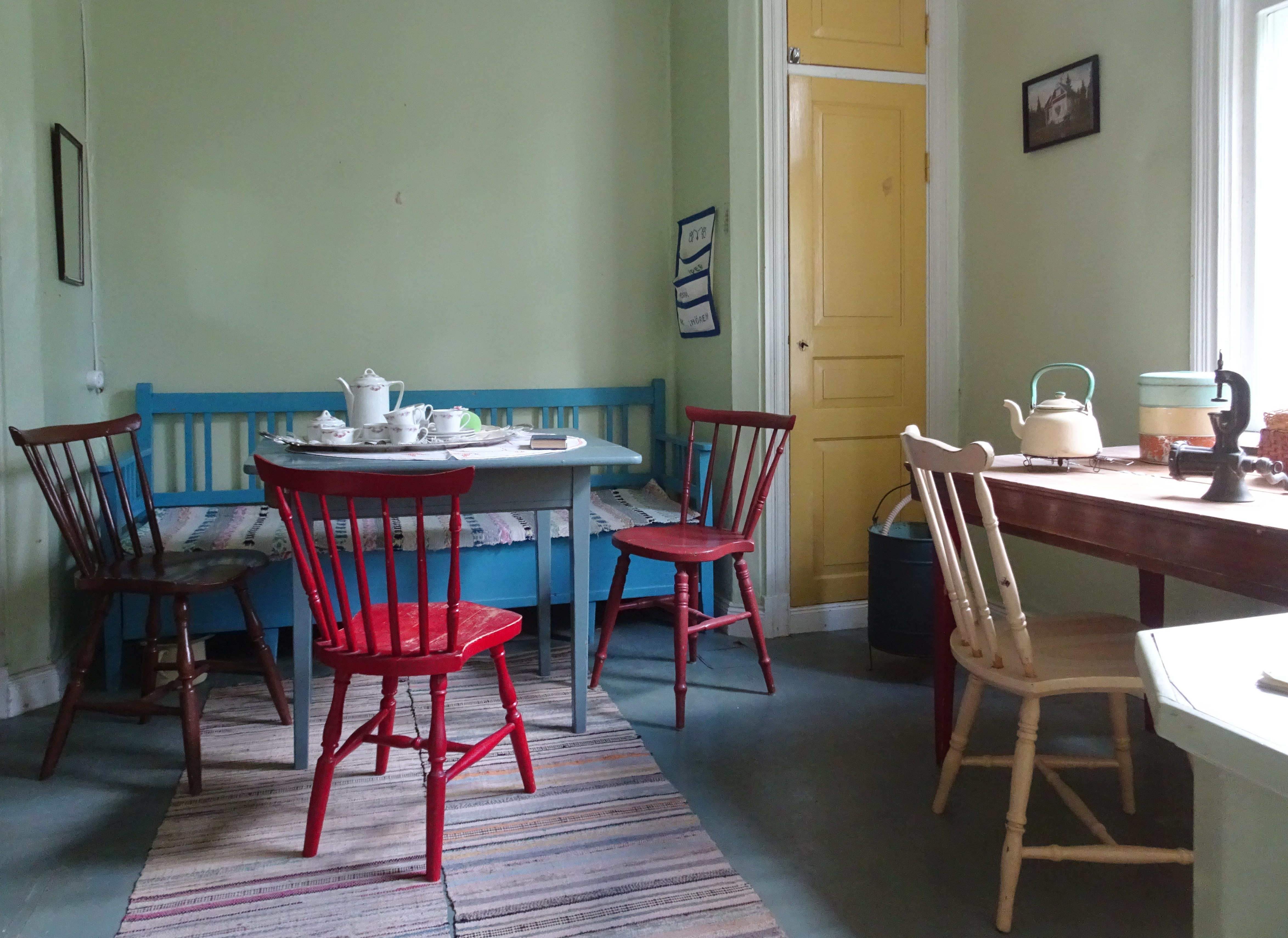
Köket, matplats.
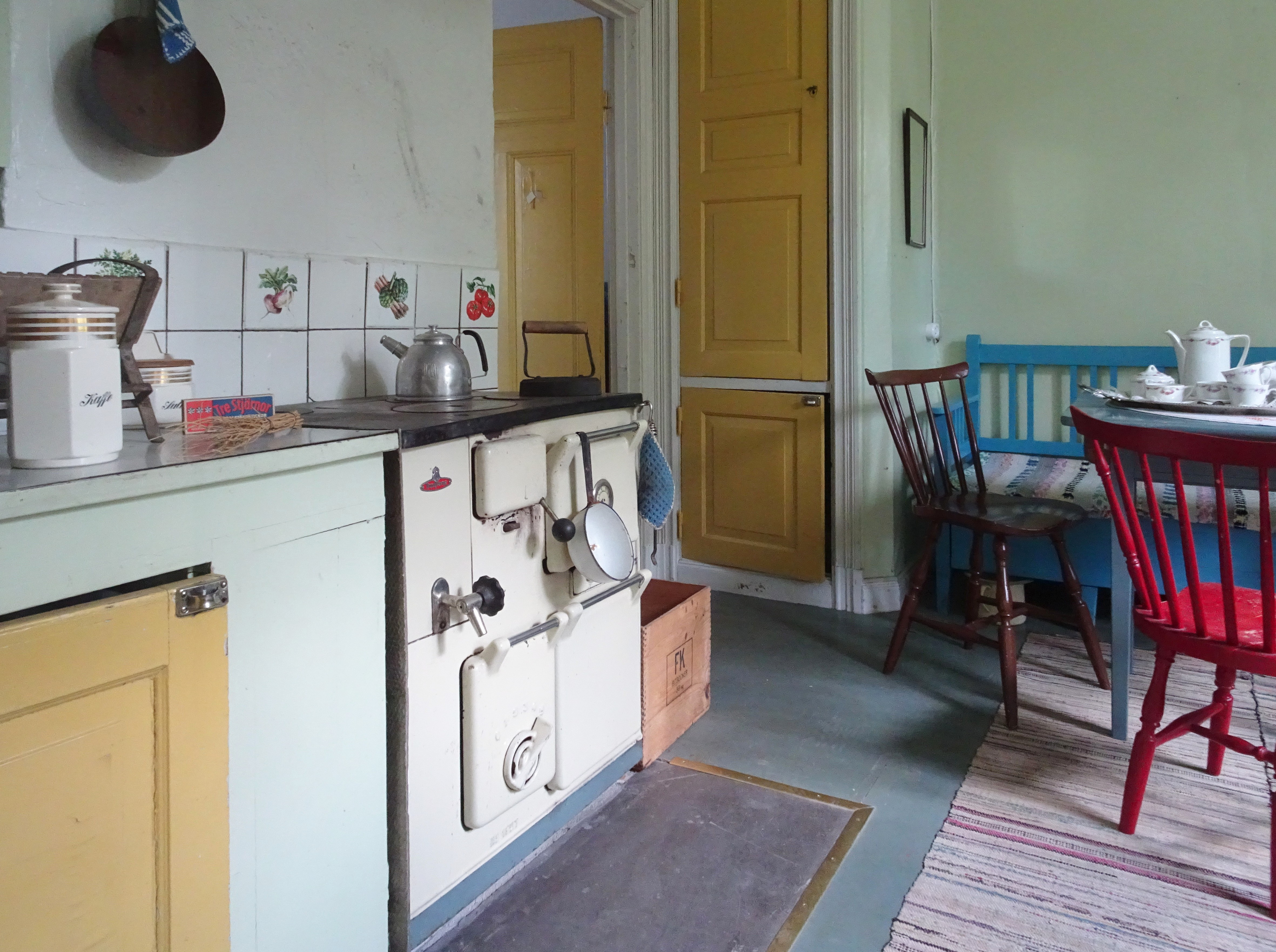
Köket, vedspisen.
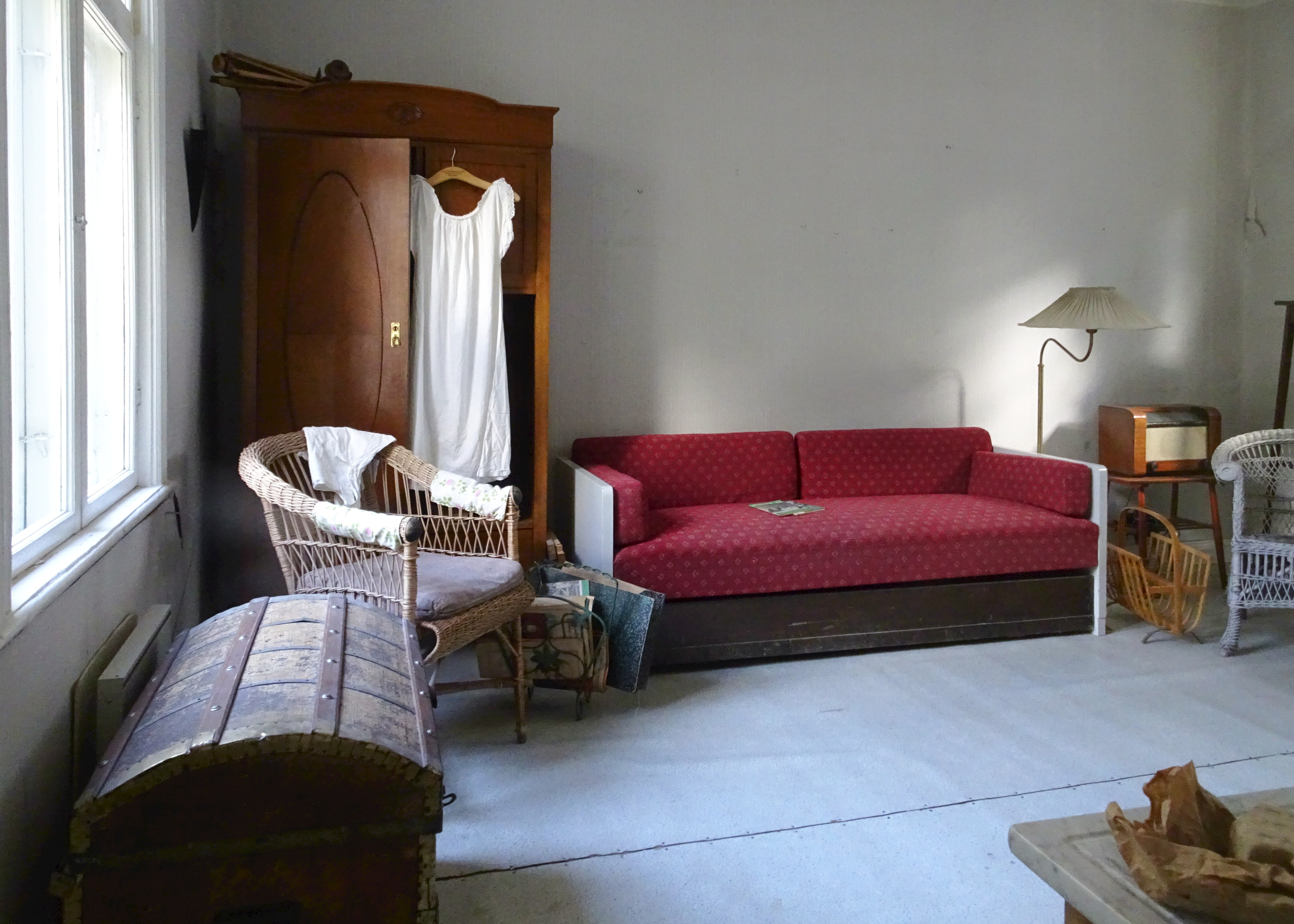
Rummet.